# Див чесън (филм)
„Див чесън“ е български късометражен игрален филм (драма) от 2019 година на режисьора Крис Захариев. Сценаристи на филма са Крис Захариев и Станислава Ризова. Оператор – Анастас Шипков.

## Сюжет
Млад престъпник и изгубила се баба пресичат случайно пътищата си. Тази среща се оказва съдбовна и за двамата.

### Актьорски състав
| Роля               | Изпълнител          |
| ------------------ | ------------------- |
| момчето            | Тодор Лазаров       |
| съпругата на Васил | Жоржета Чакърова    |
| бандита            | Атанас Атанасов     |
|                    | Светлин Иванов      |
|                    | Александър Франц    |
|                    | Мартина Георгиева   |
|                    | Тодор Тодоров       |
|                    | Иван Згрипаров      |
|                    | Александър Евгениев |
|                    | Ноа Рамос           |
|                    | Данаил Йорданов     |
|                    | Любомир Жорев       |